# National Indoor Football League
Die National Indoor Football League (NIFL) war eine 2001 gegründete American Football-Hallenliga mit 22 Teams, die alle in den USA lagen. Die NIFL wählte dabei gezielt die Märkte aus, welche von den Teams der Arena Football League oder ihrer unteren Liga, der af2, nicht abgedeckt werden, da die NIFL eine semi-professionelle Liga war, die einen Konkurrenzkampf vermeiden wollte. Sie wurde 2007 aufgelöst, nachdem in den Saisons 2005 und 2006 viele Teams in andere Ligen wechselten oder aufgelöst wurden. 
Die Zentrale lag in Lafayette, Louisiana. 

## Saisonablauf und Playoffs
Die Saison der NIFL ging von Anfang März bis Ende Juli, also ein wenig versetzt zur AFL und gänzlich außerhalb der Saison der NFL. Jede Mannschaft trug 14 Spiele aus: Jeweils zwei gegen jeden Divisionskonkurrenten und eine andere Mannschaft aus der Conference, ein Spiel gegen jede Mannschaft aus einer anderen Division der eigenen Conference sowie je ein Spiel gegen zwei Mannschaften der anderen Conference. Die acht besten Mannschaften jeder Conference bestritten die Playoffs im K.-o.-System, die Sieger der jeweiligen Conference traten in Indoor Bowl gegeneinander an.

## Indoor Bowl
Das Finale der NIFL nannte sich Indoor Bowl und wurde jährlich am Ende der Saison ausgetragen. 
| Jahr | Sieger                 | Verlierer               | Ergebnis |
| ---- | ---------------------- | ----------------------- | -------- |
| 2001 | Mississippi Fire Dogs  | Wyoming Cavalry         | 55-21    |
| 2002 | Ohio Valley Greyhounds | Billings Outlaws        | 55-52    |
| 2003 | Ohio Valley Greyhounds | Utah Warriors           | 45-37    |
| 2004 | Lexington Horsemen     | Sioux Falls Storm       | 59-38    |
| 2005 | Tri-Cities Fever       | Rome Renegades          | 47-31    |
| 2006 | Billing Outlaws        | Fayetteville Guard      | 59-44    |
| 2007 | San Diego Shockwave    | keine Playoffaustragung |          |